# Xavier Artigas
Xavier Artigas López (Sant Andreu de la Barca, 27 maggio 2003) è un pilota motociclistico spagnolo.

## Carriera

### Gli inizi
Dopo aver iniziato la sua carriera nel 2009 e aver disputato vari campionati di minimoto con buoni risultati, Artigas debutta nel 2016 nella categoria PreMoto3 del campionato spagnolo concludendo in 16º posizione nella classifica generale.
Nel 2017 partecipa alla Red Bull Rookies Cup concludendo anche qui in 16º posizione in campionato, con un 7º posto al Sachsenring come miglior risultato. Rimane nello stesso campionato anche nel 2018, ottenendo vari podi e una vittoria in Austria, concludendo il campionato al terzo posto in classifica.
Nel 2019 passa al campionato spagnolo, classe Moto3, con il team Leopard Racing ottenendo una vittoria ad Aragòn e il terzo posto in classifica con 149 punti. Sempre nello stesso anno, esordisce come wild card nella classe Moto3 del motomondiale in occasione dell'ultima gara stagionale disputata a Valencia, ottenendo il terzo posto in gara che gli vale il 26º posto in classifica finale. Nel 2020 disputa nuovamente il campionato spagnolo Moto3 con lo stesso team, dove ottiene 2 vittorie (Estoril e Jerez) e 6 podi, ottenendo il secondo posto finale distanziato di 7 punti dal campione Izan Guevara.

### Moto3
Nel 2021 diventa pilota titolare nel mondiale Moto3, alla guida della Honda NSF250R del team Leopard Racing; il compagno di squadra è Dennis Foggia. In questa stagione è costretto a saltare il Gran Premio di Stiria a causa di una dubbia positività al SARS-CoV-2, poi confermata e quindi non prende parte neanche al Gran Premio d'Austria. Il 14 novembre 2021, a Valencia Artigas riesce, partendo dalla 17ª posizione, a vincere il suo primo Gran Premio nel motomondiale, ottenendo anche il giro più veloce. Chiude il mondiale in 15ª posizione nella classifica piloti con 72 punti.
Nel 2022 passa al team Prüstel portando in pista il marchio cinese CFMoto, il compagno di squadra è Carlos Tatay. Termina la stagione al sedicesimo posto. Nel 2023 prosegue con lo stesso team dell'annata precedente, il compagno di squadra è Joel Kelso. Torna sul podio in occasione del Gran premio del Texas e, con 77 punti, si classifica quindicesimo in campionato.

### Moto2
Nel 2024 passa al team Forward Racing in Moto2, il compagno di squadra è il connazionale Álex Escrig. Dopo una prima parte di stagione dove non riesce mai ad andare neanche vicino alla zona punti, al Gran Premio del Giappone, grazie alla scelta azzeccata degli pneumatici in condizioni meteorologiche variabili, coglie un insperato sesto posto. I punti così conquistati gli consentono di classificarsi venticinquesimo in campionato e quarto tra gli esordienti. Nella stessa stagione prende parte all'evento finale del campionato Europeo di Moto2 all'Estoril dove, in sella ad una Kalex del team Preicanos, conclude la gara al quarto posto.
Nel 2025 svolge il ruolo di collaudatore per Bimota, concentrandosi sullo sviluppo della KB998. Parallelamente al ruolo di tester gareggia nella categoria Supersport del Campionato Italiano in sella ad una Kawasaki.

## Risultati in gara

### Motomondiale
| 2019 | Classe | Moto  |  |  |  |  |  |  |  |  |  |  |  |  |  |  |  |  |  |  |   |  | Punti | Pos. |
| ---- | ------ | ----- |  |  |  |  |  |  |  |  |  |  |  |  |  |  |  |  |  |  | - |  | ----- | ---- |
| 2019 | Moto3  | Honda |  |  |  |  |  |  |  |  |  |  |  |  |  |  |  |  |  |  | 3 |  | 16    | 26º  |

| 2021 | Classe | Moto  |     |     |     |   |   |    |     |   |   |    |     |    |     |     |    |   |   |   |  |  | Punti | Pos. |
| ---- | ------ | ----- | --- | --- | --- | - | - | -- | --- | - | - | -- | --- | -- | --- | --- | -- | - | - | - |  |  | ----- | ---- |
| 2021 | Moto3  | Honda | Rit | Rit | Rit | 9 | 7 | 16 | Rit | 9 | 9 | NP | Inf | 18 | Rit | Rit | 14 | 9 | 8 | 1 |  |  | 72    | 15º  |

| 2022 | Classe | Moto   |    |   |     |   |    |   |     |    |    |    |   |    |    |    |    |    |    |    |    |    | Punti | Pos. |
| ---- | ------ | ------ | -- | - | --- | - | -- | - | --- | -- | -- | -- | - | -- | -- | -- | -- | -- | -- | -- | -- | -- | ----- | ---- |
| 2022 | Moto3  | CFMoto | 10 | 6 | Rit | 6 | 20 | 5 | Rit | 20 | 10 | 13 | 5 | 11 | 14 | 20 | 11 | 11 | 14 | 14 | 11 | 23 | 83    | 16º  |

| 2023 | Classe | Moto   |   |   |   |   |   |     |    |    |    |    |    |    |    |     |    |    |    |   |    |    | Punti | Pos. |
| ---- | ------ | ------ | - | - | - | - | - | --- | -- | -- | -- | -- | -- | -- | -- | --- | -- | -- | -- | - | -- | -- | ----- | ---- |
| 2023 | Moto3  | CFMoto | 8 | 8 | 3 | 7 | 7 | Rit | 11 | 14 | 21 | 19 | 12 | 17 | 12 | Rit | 19 | 16 | 14 | 6 | 20 | 19 | 77    | 15º  |

| 2024 | Classe | Moto    |    |    |    |    |     |    |    |    |    |    |    |     |    |    |    |   |    |    |    |    | Punti | Pos. |
| ---- | ------ | ------- | -- | -- | -- | -- | --- | -- | -- | -- | -- | -- | -- | --- | -- | -- | -- | - | -- | -- | -- | -- | ----- | ---- |
| 2024 | Moto2  | Forward | 27 | NP | 26 | 20 | Rit | 20 | 25 | 23 | 23 | 23 | 25 | Rit | 26 | 22 | 20 | 6 | 19 | 21 | 22 | 23 | 10    | 25º  |

| Legenda | 1º posto        | 2º posto            | 3º posto            | A punti      | Senza punti        | Grassetto – Pole position Corsivo – Giro più veloce |
| Legenda | Gara non valida | Non qual./Non part. | Ritirato/Non class. | Squalificato | '-' Dato non disp. | Grassetto – Pole position Corsivo – Giro più veloce |

### Campionato mondiale Supersport
| 2025 | Moto     |  |  |  |  |  |  |  |  |  |  |    |    |  |  |  |  |  |  |  |  |  |  |  |  | Punti | Pos. |
| ---- | -------- |  |  |  |  |  |  |  |  |  |  | -- | -- |  |  |  |  |  |  |  |  |  |  |  |  | ----- | ---- |
| 2025 | Kawasaki |  |  |  |  |  |  |  |  |  |  | 20 | 16 |  |  |  |  |  |  |  |  |  |  |  |  | 0     |      |

| Legenda | 1º posto        | 2º posto            | 3º posto           | A punti      | Senza punti        | Grassetto – Pole position Corsivo – Giro più veloce |
| Legenda | Gara non valida | Non qual./Non part. | Ritirato/Non class | Squalificato | '-' Dato non disp. | Grassetto – Pole position Corsivo – Giro più veloce |